# Вейн-Темпест-Стюарт, Робин, 8-й маркиз Лондондерри
Эдвард Чарльз Стюарт Роберт Вейн-Темпест-Стюарт, 8-й маркиз Лондондерри (англ. Robin Vane-Tempest-Stewart, 8th Marquess of Londonderry, Edward Charles Stewart Robert Vane-Tempest-Stewart, 8th Marquess of Londonderry; 18 ноября 1902 — 17 октября 1955) — британский пэр и политик, который именовался лордом Стюартом с 1902 по 1915 год и виконтом Каслри с 1915 по 1949 год.

## Ранняя жизнь
Родился 18 ноября 1902 года в англо-ирландской аристократической семье с корнями в Ольстере и графстве Дарем. Второй ребенок и единственный сын Чарльза Стюарта Генри Вейна-Темпеста-Стюарта, 7-го маркиза Лондондерри (1878—1979), и его жены, достопочтенной Эдит Хелен Чаплин (1879—1949).
Он получил образование в Итонском колледже и Крайст-черче в Оксфорде. В 1911 году он был пажом на коронации короля Георга V и королевы Марии. Он был нарисован Филипом де Ласло с короной своего деда в руках. Портрет сейчас висит в Маунт-Стюарте, графство Даун .
Официально он был известен под своим титулом виконта Каслри до того, как унаследовал титул маркиза, и как «Робин» близкими друзьями и семьей на протяжении всей его жизни.

## Карьера
Он работал почетным атташе посольства Великобритании в Риме (1924—1925) и директором Londonderry Collieries, семейной угледобывающей компании. Страстный поклонник футбола, он был сначала директором, а затем председателем футбольного клуба «Арсенал» с 1939 по 1946 год.
Лорд Лондондерри был опытным оратором и, до того как в 1949 году сменил своего отца на посту маркиза, был членом парламента от Дауна (партия юнионистов) в Палате общин Соединённого королевства с 1931 по 1945 год.
Также он занимал должности мирового судьи графства Даун (1931), заместителя лейтенанта графства Даун и заместителя лейтенанта графства Дарем (1950).

## Брак и семья
31 октября 1931 года в Сент-Мартин-ин-Филдс Робин Вейн-Темпест-Стюарт женился на Ромейн Комб (? — 19 декабря 1951 года), дочери майора Бойса Комба (1863—1939) из Фарнхэма, графство Суррей, и Мейбл Кэтрин Томбс (1872—1940). У супругов было трое детей:
- Леди Джейн Антония Фрэнсис Вейн-Темпест-Стюарт (род. 11 августа 1932), 1-й муж с 1965 года Макс Рейн[англ.] (1918—2003), от брака с которым у неё было четверо детей. В 2012 году она во второй раз вышла замуж за историка и биографа Роберта Лейси[англ.] (род. 1944). Леди Джейн была одной из фрейлин королевы Елизаветы II на её коронации[3].
- Леди Аннабел Вейн-Темпест-Стюарт[англ.] (род. 13 июня 1934), 1-й муж с 1954 года Марк Берли[англ.] (1930—2007), от брака с которым у неё было трое детей. Супруги развелись в 1975 году. Во второй раз в 1978 году она вышла замуж за сэра Джеймса Майкла Голдсмита[англ.] (1933—1997), от брака с которым у неё также было трое детей.
- Александр Чарльз Роберт Вейн-Темпест-Стюарт, 9-й маркиз Лондондерри (7 сентября 1937 — 20 июня 2012), преемник отца.

Лорд Лондондерри был известным хозяином и шутником, по сообщениям, однажды украсил рождественскую елку в Виньярде презервативами, чтобы напугать заезжего священнослужителя. Он был внимательным мужем и преданным отцом, развлекал свою семью историями и рассказами. Также считающийся слегка эксцентричным, однажды лорд Лондондерри лег в постель после того, как выпил слишком много, когда Рут Грэм, жена американского евангелиста Билли Грэма, пришел позвонить. Хотя ему сообщили, что его светлости «нездоровится», миссис Грэм настояла на том, чтобы ее впустили в его спальню, «проделав весь этот путь из-за Билли». О ней было должным образом объявлено. Лорд Лондондерри отбросил простыни и крикнул: «Залезай».
У него были неловкие и отдаленные отношения с родителями, особенно с отцом. Двое мужчин заняли противоположные стороны во время производственных споров, связанных с семейными угольными шахтами, особенно во время всеобщей забастовки в 1926 году. Когда он женился на Ромейн, дочери пивовара, его семья отнеслась к этому союзу с презрением. По общему мнению, это был счастливый брак, но произошла трагедия, когда леди Лондондерри умерла от рака в 1951 году, а её муж погрузился в депрессию и алкоголизм.
«Папа буквально за одну ночь превратился в полного пьяницу», — вспоминала леди Аннабел Голдсмит, его дочь. «Это было ужасно. Он падал в обморок, произнося речи в крикетном клубе, что-то в этом роде. Он был на бутылке день и ночь».
Лорд Лондондерри умер от печеночной недостаточности 17 октября 1955 года в возрасте 52 лет. Он был похоронен рядом со своей женой в Виньярд-парке, а позже оба были перезахоронены в фамильном склепе Лондондерри в церкви Святой Марии, Лонгньютон, графство Дарем.